# Len (Vorname)
Len ist ein männlicher Vorname.

## Herkunft
Len ist – wie auch Lenny – eine Kurzform des englischen Vornamens Leonard. Die Namensherkunft und weitere Varianten sind bei Leonhard aufgeführt.

## Namensträger
- Len Alsop (1905–1993), englischer Fußballspieler
- Len Apsey (1910–1967), walisischer Fußballspieler
- Len Barrie (* 1969), kanadischer Eishockeyspieler
- Len Barry (1942–2020), US-amerikanischer Sänger
- Len Beadell (1923–1995), australischer Landvermesser, Straßenbauer, Buschmann und Autor
- Len Beurton (1914–1997), englischer Kommunist und Agent im Dienst des sowjetischen Nachrichtendienstes GRU
- Len Bias (1963–1986), US-amerikanischer Basketballspieler
- Len Blavatnik (* 1957), US-amerikanisch-britischer Oligarch ukrainisch-jüdischer Herkunft
- Len Blum (* 1951), kanadischer Drehbuchautor, Musiker, Yogalehrer und Kolumnist
- Len Cariou (* 1939), kanadischer Schauspieler und Komponist
- Len Carney (1915–1996), englischer Fußballspieler
- Len Carter (* 1942), britischer Sprinter
- Len Christon (1906–1988), englischer Fußballspieler
- Len Dawson (1935–2022), US-amerikanischer American-Football-Spieler
- Len Deighton (* 1929), britischer Illustrator und Autor
- Len Dolding (1922–1954), englischer Fußball- und Cricketspieler
- Len Duncan (1911–1998), US-amerikanischer Rennfahrer
- Len Duns (1916–1989), englischer Fußballspieler
- Len Duquemin (1924–2003), englischer Fußballspieler
- Len Eyre (1925–1986), britischer Mittel- und Langstreckenläufer
- Len Faki, Produzent und DJ im Bereich der elektronischen Tanzmusik
- Len Ford (1926–1972), US-amerikanischer American-Football-Spieler
- Len Ganley (1943–2011), nordirischer Snookerschiedsrichter
- Len Gibbons (1930–2011), englischer Fußballspieler
- Len Harvey (1907–1976), britischer Boxer im Mittelgewicht
- Len Heinson (* 1995), deutscher Fußballspieler
- Len Hutton (1908–1979), kanadischer Weitspringer
- Len Jackson (1922–1990), englischer Fußballspieler
- Len Jackson (1923–1968), englischer Fußballspieler
- Len Jackson, britischer Radrennfahrer
- Len Janson (* um 1937), US-amerikanischer Autor, Drehbuchautor, Animator, Filmproduzent, Filmregisseur und Storyeditor
- Len Lesser (1922–2011), US-amerikanischer Schauspieler
- Len Levy (1921–1999), US-amerikanischer American-Football-Spieler und Ringer
- Len Lye (1901–1980), neuseeländischer Künstler und Schriftsteller
- Len Maurice(1900–1952), australischer Radioconférencier und Sänger der Stimmlage Bariton
- Len Murray (1922–2004), britischer Gewerkschaftsfunktionär und Politiker der Labour Party
- Len Norman (1947–2021), Politiker aus Jersey
- Len Phillips (1922–2011), englischer Fußballspieler
- Len Sassaman (1980–2011), US-amerikanischer Programmierer, Hacker und IT-Security-Experte
- Len Schoormann (* 2002), deutscher Basketballspieler
- Len Skeat (1937–2021), britischer Kontrabassist des Mainstream Jazz
- Len Small (1862–1936), US-amerikanischer Politiker
- Len Soccio (* 1967), kanadisch-deutscher Eishockeyspieler
- Len Taunyane, südafrikanischer Marathonläufer
- Len Terry(1924–2014), britischer Motorsportingenieur
- Len Vlahov (1940–1997), australischer Diskuswerfer
- Len Väljas(* 1988), kanadischer Skilangläufer
- Len Walters (* 1947), britischer Sprinter
- Len Wein (1948–2017), US-amerikanischer Comicautor
- Len Wiseman (* 1973), US-amerikanischer Regisseur und Autor
- Len Younce (1917–2000), US-amerikanischer American-Football-Spieler